# Кулапдеги
Кулапдеги — река в России, протекает по Кондопожскому району Карелии.
Вытекает из озера Вендюрского, впадает в озеро Сяпчозеро — исток Сяпчи. В среднем течении слева принимает две протоки из Сяргозера. Длина реки составляет 8,2 км.
Ближайший населённый пункт — деревня Вохтозеро — находится в 5 км южнее реки.